# مینستر آن ثنت
مینستر آن ثنت (به انگلیسی: Minster-in-Thanet) یک روستا در بریتانیا است که در Minster واقع شده‌است. مینستر آن ثنت ۳٬۵۶۹ نفر جمعیت دارد.